# Plethodontohyla inguinalis
Plethodontohyla inguinalis es una especie  de anfibios de la familia Microhylidae.

## Distribución geográfica
Es  endémica de Madagascar.

## Estado de conservación
Se encuentra amenazada de extinción por la pérdida de su hábitat natural.